# Fernando de Fabinho
Luiz Fernando de Fabinho Araújo Lima (Santa Bárbara, 11 de novembro de 1957), conhecido apenas por Fernando de Fabinho, é um empresário, radialista, político brasileiro, filiado ao UNIÃO e atualmente Vice-prefeito de Feira de Santana.

## Biografia
Filho de Fábio Cordeiro de Lima e Maria de Lourdes Araújo Lima, nasceu na Vila de Pacatu, quando Santa Bárbara ainda era distrito de Feira de Santana. Seu pai chegou a ser prefeito do município na década de 2000. Na juventude, administrou os negócios de sua família nos ramos de material de construção e supermercados antes de se formar em administração de empresas na Universidade Estadual de Feira de Santana, em 1992. Fez parte ainda do conselho diretor da Associação Comercial de Feira de Santana e foi delegado do Sindicato dos Radialistas entre 1996 e 1998.
Sua carreira política teve início em 1990, quando filiou-se ao PTB e foi eleito prefeito de Santa Bárbara em 1992. Em 1997, quando deixou o cargo, foi para o PFL (atual DEM), sendo eleito deputado estadual no ano seguinte. Ao assumir o mandato, foi vice-presidente da Comissão Especial de Divisão Territorial e membro titular da Comissão de Defesa do Consumidor na Assembleia Legislativa.
Em 2002, concorreu a uma vaga na Câmara dos Deputados, obtendo a sétima posição entre os deputados federais mais votados (150.545 votos). Durante seu mandato, Fernando de Fabinho foi defensor da renegociação da dívida dos agricultores nordestinos afetados por enchentes e a aprovação da Lei Geral da Micro Empresa, seguindo o projeto do companheiro de bancada José Carlos Aleluia. Foi reeleito para mais 4 anos em 2006, novamente como o sétimo deputado mais votado (161.750 sufrágios), permanecendo na Comissão de Desenvolvimento Econômico, Indústria e Comércio, e em 2007 tornou-se líder do DEM na Câmara dos Deputados.
Em 2009, Fernando de Fabinho foi acusado de fazer uso indevido da cota parlamentar de passagens aéreas, porém atribuiu as irregularidades aos assessores de seu gabinete, além de ser considerado um dos parlamentares mais faltosos da legislatura, optando em não concorrer à reeleição em 2010. No mesmo ano, tornou-se réu por unanimidade em ação penal do Supremo Tribunal Federal, que o acusou de desvio de dinheiro público quando era prefeito de Santa Bárbara.
Após 10 anos longe da política, o ex-deputado foi anunciado como candidato a vice na chapa de Colbert Martins na eleição municipal de Feira de Santana.